# Alcis mavi
Alcis mavi är en fjärilsart som beskrevs av Louis Beethoven Prout 1915. Alcis mavi ingår i släktet Alcis och familjen mätare. Inga underarter finns listade i Catalogue of Life.